# Mike Williams (giocatore di football americano 1987)
Michael Anthony Williams, detto Mike (Buffalo, 18 maggio 1987 – Tampa, 12 settembre 2023), è stato un giocatore di football americano statunitense che giocò nel ruolo di wide receiver per i Buffalo Bills della National Football League (NFL). Fu scelto nel corso del quarto giro (101º assoluto) del Draft NFL 2010 dai Tampa Bay Buccaneers. Al college ha giocato a football alla Syracuse University.

## Carriera professionistica

### Tampa Bay Buccaneers
Williams fu scelto dai Tampa Bay Buccaneers nel corso del quarto giro del Draft 2010. Il 4 giugno 2010 firmò un contratto quadriennale. Il 12 settembre 2010, Mike fece il suo debutto nella NFL contro i Cleveland Browns, ricevendo 5 passaggi per 30 yard e segnando un touchdown. Williams partì come titolare in tutte e 16 le partite della sua stagione di debutto, guidando tutti i rookie in ricezioni (65), yard ricevute (964) e touchdown (11). I suoi 11 touchdown segnati su ricezione segnarono un nuovo record di franchigia per i Buccaneers in una singola stagione.
Nella stagione 2011, Williams giocò nuovamente tutte le 16 gare, 15 delle quali come titolare, terminando l'annata con 771 yard ricevute e segnando tre touchdown.
Nella settimana 6 della stagione 2012, Williams giocò una grande gara nella vittoria sui Kansas City Chiefs con 113 yard ricevute e segnando un touchdown. Nel Thursday Night Football della settimana 8 vinto contro i Minnesota Vikings Williams ricevette 68 yard e segnò un touchdown. La sua stagione si concluse con 996 yard ricevute e 9 touchdown.
Il 24 luglio 2013, Williams firmò un prolungamento contrattuale quadriennale del valore di 40,25 milioni di dollari, 15 milioni dei quali garantiti. Nella prima gara della stagione 2013 contro i New York Jets, Williams segnò un touchdown. Il secondo TD lo segnò nella settimana 4 su passaggio del rookie Mike Glennon ma i Bucs persero la quarta gara consecutiva. Il 28 ottobre 2013 fu inserito in lista infortunati per un problema al tendine del ginocchio che gli fece perdere tutto il resto della stagione.

### Buffalo Bills
Il 4 aprile 2014, Williams fu scambiato con i Buffalo Bills per una scelta del sesto giro del draft, riunendosi col suo ex allenatore a Syracuse Doug Marrone. Il primo touchdown con la nuova maglia lo segnò nella settimana 4 contro i Texans.

## Palmarès
- PFWA All-Rookie Team - 2010

## Statistiche
| Ricezioni              | 212   |
| Yard su ricezione      | 2.927 |
| Touchdown su ricezione | 25    |

Statistiche aggiornate alla stagione 2013

### Record di franchigia dei Buccaneers
- Maggior numero di touchdown ricevuti in stagione - 11 nel 2010